# جوزيف برانش
جوزيف برانش (بالإنجليزية: Joseph Branch)‏ هو قاضي ومحامي أمريكي، ولد في 1915، وتوفي في 1991.